# La Mort de Sénèque (Tristan L'Hermite)
Pour les articles homonymes, voir La Mort de Sénèque.
La Mort de Sénèque est une tragédie en cinq actes et en vers de Tristan L'Hermite, créée en janvier 1644 à Paris, par la troupe récemment constituée de l'Illustre Théâtre. Dédiée à son protecteur le comte de Saint-Aignan, la pièce compte 1 868 vers, alexandrins et octosyllabes pour les stances de l'acte V, scène I.
La pièce remporte un grand succès, notamment Madeleine Béjart dans le rôle d'Epicharis.
Imprimée dans la collection de La Pléiade, La Mort de Sénèque a fait l'objet d'une reprise à la Comédie-Française en 1984 dans une mise en scène de Jean-Marie Villégier. Avec La Mariane et Osman, cette tragédie est inscrite au programme de l'agrégation de lettres modernes en 2023.

## Personnages
- Néron, empereur de Rome
- Sabine Poppée, épouse de Néron
- Sénèque
- Pauline, épouse de Sénèque
- Rufus, capitaine des gardes
- Pison, chef des conjurés
- Sévinus, sénateur
- Milicus, affranchi de Sévinus
- Tigellin, confident de Néron (rôle muet)
- Épicharis, affranchie
- Lucain, neveu de Sénèque
- Procule, capitaine de marine
- Silvanus, centenier
- Figurants : gardes, domestiques.

L'action se déroule dans Rome.

## Résumé
L'intrigue de La Mort de Sénèque, « beau et noble tableau d'histoire, comme l'avait été Cinna », est tirée d'un épisode des Annales de Tacite. Par une « curieuse coïncidence », en 1642, « le poète vénitien Giovanni Francesco Busenello puise à la même source pour fournir à Claudio Monteverdi le livret de son ultime opéra, Le Couronnement de Poppée. Or Tacite, surtout celui des Annales, intimide les auteurs de tragédie » : 

« Sabine Poppée, épouse de Néron, est jalouse de l'influence de Sénèque sur son élève. Elle essaie de perdre le philosophe, qui a refusé de prendre part à une conspiration, bien qu'il sache sa vie menacée. Les conjurés découverts, Néron soumet à la question les coupables, qui avouent, sauf la courageuse Épicharis. Persuadé par Sabine de la complicité de Sénèque, Néron lui donne l'ordre de s'ouvrir les veines. »

Tristan L'Hermite a donné lui-même l'« argument » de sa tragédie, acte par acte, dans l'édition originale de 1645.

### 1eracte
Scène 1 :
Néron a satisfait le désir de Sabine Popée en lui offrant son épouse Octavie en sacrifice. L’Empereur accable la défunte des pires maux et voit sa mort comme une libération, puisqu’il peut maintenant épouser Sabine, et comme un moyen d’affermir son pouvoir. Alors qu’il souhaite fêter l’évènement Sabine modère sa joie en lui rappelant que de son vivant Octavie avait des partisans et que morte, elle a des défenseurs. Ceux-là pleurent encore Britanicus et Agrippine dans la personne d’Octavie et trouvent dans le peuple romain un soutien de poids contre l’Empereur. Aussi Sabine  conseille-t-elle à Néron de réduire ses ennemis au silence. Dans un second temps, elle lui reproche son trop grand laxisme à l’égard de ses opposants, qu’elle nomme pour être notamment Pison et Sénèque. À l’Empereur qui disculpe son précepteur Sabine dresse le portrait d’un homme duplice, habile rhéteur, manipulateur, hypocrite de surcroît qui, loin d’agir selon les préceptes stoïciens d’ascèse et de modération qu’il prône dans ses textes, se comporte en parfait courtisan, vivant dans une opulence de biens et de richesses qu’il devrait réprouver. Les largesses dont Néron fait profiter le philosophe en récompense de l’enseignement reçu sont par ailleurs vainement dispensées dans la mesure où Sénèque s’applique à toujours rabaisser son élève, exerçant sur lui une domination intellectuelle que l’Empereur ne devait pas tolérer. Sabine évoque Burrus, ancien gouverneur de Néron, ami et, laisse-t-elle entendre, complice supposé de Sénèque dans l’art de profiter des faveurs de l’Empereur et de sa famille. Burrus mort, Sénèque doit subir le même sort. Pour dernier argument à sa requête Sabine annonce être enceinte. Elle se dit avertie par l’enfant qu’elle porte du danger que représente Sénèque et prophétise sur le parricide du précepteur. Néron se range au désir de Sabine et accepte de perdre Sénèque. Il faudra toutefois user de malice pour ne pas s’attirer la haine du peuple, l’Empereur ayant déjà le Sénat contre lui. Dans ce climat d’opposition, ce dernier craint une conspiration contre sa personne. Sénèque, de son côté, semble sur ses gardes depuis quelque temps. Cette méfiance du précepteur constitue pour Sabine une preuve de plus de sa culpabilité.
Scène 2 :
Dans une tirade pleine d’humilité Sénèque remercie Néron pour ses bienfaits. Il souhaite cependant se défaire de ses biens, incompatibles avec la recherche du bonheur pour un stoïcien. Se présentant comme un vieillard usé par le métier, Sénèque demande également à pouvoir quitter ses fonctions de précepteur pour entrer en retraite. Pour voir ses doléances satisfaites, il cite en exemple Auguste qui, en son temps, accéda à la même demande pour deux de ses fidèles serviteurs. Sénèque insiste : il se sent corrompu par une abondance de biens qu’il ne mérite pas ; sa façon de vivre contrevient à sa morale ; seul Néron peut lui apporter le repos et la paix intérieure qu’il cherche. Néron, habile rhéteur, répond en élève appliquant les leçons du maître et s’emploie à réfuter un par un les arguments développés par Sénèque. L’Empereur corrige d’abord son maître. Lorsqu’Auguste accorda leur retraite à Agrippe et Mécène, ces derniers, plus âgés alors que Sénèque, ne se déprirent pour autant pas de leurs biens. Néron met ensuite dans la balance les biens matériels dont il a comblé Sénèque et les biens intellectuels dont il lui-même été comblé par son précepteur et se déclare débiteur auprès de celui qu’il considère comme son père. Il entend réparer son erreur en accablant bientôt Sénèque d’un plus grand luxe. Par ailleurs, il ne lui accorde pas de se retirer. Faisant jouer l’argument des débordements propres à sa jeunesse et son caractère, Néron entend que la sagesse du maître régule et tempère les vices de l’élève. Il congédie Sénèque à la fin de sa tirade. Rufus, qui a assisté à l’entrevue, se dit ému des soins que Néron prend pour son précepteur. Dans une réplique à double sens, Sénèque montre qu’il n’est pas dupe du piège que lui tend l’Empereur.

### Acte II
Scène 1 :
Pison, Rufus et Sévinus préparent la conjuration contre Néron dans les jardins de Mécène. Ils espèrent s’entendre sur un lieu propice à l’exécution de l’Empereur. Pison s’oppose à ce que l’attentat ait lieu dans sa maison comme le suggère Rufus.
Scène 2 : 
La conversation se poursuit en présence d’Epicaris et de Lucain. Epicaris encourage ses amis à l’action en leur rappelant les multiples exactions commises par Néron à l’encontre du peuple romain. Elle revient, dans un récit épique, sur l’épisode de l’incendie de Rome, rappelant que ceux que les flammes avaient épargnés mourraient sous les coups des soldats corrompus de l’Empereur tandis que, se repaissant du spectacle de la ville en feu, celui-ci chantait le sac de Troie depuis sa villa surplombant la cité. Épicaris assure ensuite à Pison qu’elle a rallié une centaine d’hommes à leur cause. Tous attendent les ordres du sénateur. Pison s’explique sur son refus de perdre l’Empereur dans sa demeure. Il ne veut pas porter seul la responsabilité de ce crime ni entacher son nom d’une réputation de traître. Des lieux symboliques sont évoqués : le palais de Néron, érigé sur les ruines de l’incendie de Rome, une rue de la cité ou encore près d’un théâtre où l’Empereur doit se rendre pour son divertissement. Chacun est chargé d’avertir d’autres conjurés. Pison rendra visite à Sénèque pour lui faire part du complot et tenter de l’enrôler puisqu’il a lui aussi, comme tant d’autres romains, des raisons de vouloir la mort de l’Empereur.
Scène 3 : 
Lucain prône la prudence auprès d’Epicaris et insiste sur la nécessité de garder le secret sur le jour et le lieu de la conjuration afin d’en assurer la réussite. Epicaris se définit par sa fidélité à la cause défendue, affirme n’être pas de celles qui parlent sans retenue puis annonce soupçonner Procule, dont elle a autrefois refusé les avances, de jouer un double jeu avec elle. Lucain déclare son amour à la jeune femme. Arrive Sénèque. Lucain propose à Epicaris d’écouter, dans le rôle du témoin caché, leur conversation. Le jeune homme va tenter de rallier le philosophe à la cause des conjurés.
Scène 4 : 
Sénèque se souvient des premiers temps du règne de Néron et oppose ses bontés passées à ses actes présents. Il rend compte à Lucain de sa conversation avec l’Empereur. Bien qu’il ait tenté de masquer ses intentions profondes à son précepteur, Sénèque n’a que trop bien compris que Néron s’apprête à le perdre et accepte stoïquement son sort. Le philosophe approuve le choix de Pison comme chef des conjurés mais s’étonne que Rufus, le capitaine des gardes, soit au nombre des opposants de Néron. Sénèque réagit encore au nom de Sévinus qu’il juge peu fiable pour un tel projet. Il conseille aux conjurés d’agir rapidement de crainte que le complot ne soit dévoilé. Pour sa part, ayant trop de reconnaissance pour les bienfaits dont l’a gratifié son élève et en dépit des menaces qu’il fait peser sur sa personne, Sénèque ne fera pas partie de la coalition contre Néron. Par l’intermédiaire de Lucain il décommande son souper avec Pison pour rencontrer un nouveau prophète –  Paul de Tarse – qui porte une parole d’amour auprès des hommes qu’il rencontre. Lucain n’est pas séduit par l’idée de s’entretenir avec le personnage.
Scène 5 : 
Epicaris comprend le choix de Sénèque de se tenir écarté de la conjuration. À l’arrivée de Procule, elle conseille à Lucain de se retirer par prudence.
Scène 6 : 
Procule ordonne l’arrestation d’Epicaris sans motiver son ordre comme elle le lui demande.

### Acte III
Scène 1 : 
Tandis que Tigilin est chargé de renforcer la protection de l’Empereur à travers la ville, Néron reçoit Epicaris, dont la fierté le charme, et lui propose de lui laisser la vie sauve à condition qu’elle dénonce ses complices. Le refus de la jeune femme se traduit par un mensonge : elle dit ne pas avoir connaissance de la conjuration. Elle affirme cependant connaître Procule avec lequel Néron tente de la confondre. C’est parce qu’elle a refusé ses avances à Misène que, selon elle, ce dernier se venge en l’accusant d’être un membre actif de la conjuration qui se prépare. De son côté Procule s’explique. Il se souvient d’une ancienne conversation au cours de laquelle Epicaris lui avait confié l’avancée des projets d’attentat contre l’Empereur. Sa tentative de séduction n’était qu’une manœuvre visant à connaître les véritables intentions de la jeune femme mais celle-ci, méfiante, ne lui a jamais divulguer le nom de ses complices. Epicaris clôt la conversation en suggérant à Néron de la condamner s’il ne la croit pas. Un instant dérouté par les propos contradictoires des deux opposants, l’Empereur finit par accorder son crédit à la parole de Procule. L’entrevue prend fin sur une autre provocation d’Epicaris qui confie à Néron qu’elle se soumettra à la question sans se plaindre ni parler.
Scène 2 : 
Bouleversée par un songe terrifiant, Sabine vient en faire le récit à Néron. Dans son rêve, elle a été avertie de la conjuration par Auguste juste avant de voir Mars armer son bras pour frapper l’Empereur que Bacchus et Cérès ont sauvé in extremis. Sabine accorde un grand intérêt à son songe parce qu’il corrobore les propos de Milicus sur son maître Sévinus. D’abord tenté de voir dans les accusations de Milicus une simple affabulation, Néron décide pourtant de s’entretenir avec le délateur tandis qu’Epicaris fera patienter le sénateur.
Scène 3 : 
Sabine converse avec Sévinus. Il faudrait trouver un moyen de débarrasser les sénateurs des usuriers qui les accablent.
Scène 4 : 
Néron reçoit Sévinus et l’entretient sur son testament. Il s’étonne de voir le sénateur affranchir un grand nombre de ses esclaves et distribuer ses biens. Sévinus explique qu’il prend les devants, que son testament vise à faire respecter ses volontés que les créanciers pourraient ne pas exécuter après sa mort. Néron accule Sévinus à l’aveu : il semblerait que le sénateur veuille tout à la fois affranchir ses serfs et soumettre son Empereur. Pour preuve de ses accusations il lui montre un poignard lui appartenant et qu’il tient de Milicus. Face aux dénégations de Sévinus, Néron rapporte les paroles de l’ancien esclave et entend confronter le maître à son affranchi.

### Acte IV
Scène 1 : 
Pison, qui vient d’apprendre l’arrestation d’Epicaris, ne peut cacher sa peur que la conjuration ne soit découverte et étouffée. Lucain l’invite à plus de sang froid, lui assurant qu’Epicaris ne livrera aucun des conjurés. Elle endurera le supplice voulu par Néron et acceptera la mort héroïquement, en Romaine fidèle à ses convictions et loyale envers ses amis.
Scène 2 : 
Rufus confirme à Pison qu’Epicaris a stoïquement supporté la torture sans faiblir ni trahir les siens. Cependant la nouvelle de l’arrestation de Sévinus plonge à nouveau Pison dans le désespoir. Sévinus, qui n’a pas la force d’âme d’Epicaris, pourrait bien nommer ses complices afin de sauver sa tête. Rufus encourage Pison à ne pas céder à la panique dans un moment si important. Il doit au contraire chercher le soutien du peuple pour la réussite de leur projet. Pison trouve le peuple inconstant et intéressé, sans courage ni grandeur. Le sénateur craint encore que sa famille ne subisse les représailles du tyran. Rufus emploie finalement un discours de fermeté face à la faiblesse de Pison : en cas de danger il devra savoir mourir, lui aussi, en héros, en se montrant digne de l’amour de sa femme et en restant fidèles à ses amis.
Scène 3 : 
Néron veut confondre Sévinus et connaître la teneur des propos que Natalis et lui ont échangés la veille. Sévinus brode autour de sujets sans importance. Néron l’oblige à reconnaître le complot qui se trame contre lui en évoquant le nom de Latéanus. Pour se sauver d’une mort certaine, Sévinus dit avoir été pris de remords peu après être entré dans la conjuration et avoir voulu se retirer des projets d’attentat contre l’Empereur. Néron lui rétorque que si tel est le cas il peut sans difficulté nommer ses complices. Sévinus refuse, préférant la mort à la délation. Rufus tente de forcer Sévinus à avouer. Ce dernier le menace de donner son nom avant celui de tout autre conjuré. Sur un simple signe adressé à Sévinus Rufus se démasque devant l’Empereur. Il est aussitôt appréhendé.
Scène 4 : 
Sabine suggère d’épargner Sévinus à condition qu’il livre ses amis. Le sénateur lui remet aussitôt la liste des conjurés dans laquelle le nom de Sénèque apparaît. Néron donne alors ses ordres à Tigilin. Il s’agit d’abord de commander à Latéanus de mourir sur le champ et de capturer ou de faire tuer ensuite tous les conjurés. Sabine estime que pour être l’ami de Pison, pour avoir eu connaissance de la conjuration et pour avoir gardé le secret du complot sans chercher à protéger l’Empereur, Sénèque doit périr comme les autres. L’acte se termine sur les doutes de Néron quant à la culpabilité de son précepteur.

### Acte V
Scène 1 : 
La scène débute par les stances de Sénèque s’adressant à son âme. Cette dernière doit se réjouir puisque par sa mort, le philosophe lui permet de côtoyer à nouveau les Cieux qui sont sa véritable demeure. Sénèque dit partir sans regrets, heureux de pouvoir visiter d’autres sphères que le  monde terrestre, corrompu  et soumis à toute sorte de vices, qui ne permet pas au sage de trouver la sérénité à laquelle il aspire. Mourir n’est ainsi qu’une étape dans l’élévation spirituelle que cherche le philosophe. S’adressant ensuite à son épouse il lui demande de ne pas s’affliger de sa mort mais de la voir comme l’issue et la récompense d’une vie bien employée. Pauline reprend la philosophie stoïcienne à son compte en assurant que l’homme ne doit pas s’élever contre ce qui ne dépend pas de lui. Elle reproche cependant à Sénèque de devancer son destin et de chercher la mort plutôt que de vouloir l’apprivoiser en agissant comme il le fait, c’est-à-dire en avouant être l’ami de Pison. Sénèque précise accorder plus de valeur à l’honneur qu’à la vie. Il ne renoncera pas à son amitié pour le sénateur dans l’espoir de prolonger ses jours. Il voit par ailleurs dans la mort un moyen de rétablir sa renommée auprès de ses ennemis qui le pensent conjuré et le jugent mauvais précepteur de Néron. Ceux-là ne pourront plus désormais l’accuser de complicité avec celui qui veut sa perte. Il est interrompu dans ses propos par l’arrivée du Centenier qui lui ordonne de « mourir promptement ». Sénèque accueille la nouvelle avec joie et remercie l’Empereur de la faveur qu’il lui accorde. Si le philosophe peut choisir sa façon de mourir Néron ne lui laisse pas le temps de rédiger son testament. En conséquence ses biens reviendront à l’État ce qui ne peut que satisfaire Sabine qui, depuis le début de la pièce, œuvre à se rendre maîtresse de la fortune du philosophe qu’elle jalouse. Avant de la quitter, Sénèque dissuade Pauline de le suivre dans la mort.
Scène 2 :
Néron se sent fragilisé par le nombre de ses ennemis. Il espère que Sévinus saura faire parler Epicaris, toujours fermée dans son mutisme. Sabine promet de multiples récompenses au sénateur s’il parvient à recueillir les confidences de la jeune femme.
Scène 3 : 
Sévinus annonce à Epicaris que la conjuration est déjouée chacun ayant, pour son salut, vendu son complice. Lui-même, en agissant de la sorte, a obtenu la clémence de l’Empereur. Epicaris peut en bénéficier à son tour. Les propos de Sévinus affermissent Epicaris dans sa volonté de ne pas parler. Elle lui avoue accorder, comme Sénèque, plus de valeur à son honneur et à sa parole qu’à sa vie. Pour la fléchir le sénateur fait le compte des conjurés déjà morts. La jeune femme trouve leur trépas glorieux puisqu’ils ont tous péri pour la République, comme Brutus en son temps. Elle préfère également mourir que vivre sous la loi de Néron et Sabine. Elle accuse l’Empereur d’avoir abusé de sa naïveté quand autrefois, au début de son règne, il feignait d’être juste et clément envers son peuple. Depuis qu’elle voit le tyran sans fard elle espère sa mort, pour laquelle elle œuvre. À ces propos Néron ordonne la mort d’Epicaris et fait suivre cet ordre d’un second ordre de faire mourir Sénèque après que Sabine ait encore attisé la haine de l’Empereur contre lui.
Scène 4 : 
Le Centenier se présente à Néron, porteur de la nouvelle de la mort de Sénèque. Sabine ne cache pas sa joie et ironise sur la grandeur du personnage. Le Centenier raconte alors dans le détail comment Sénèque, accompagné d’un de ses affranchis, a accompli dans le calme et la sérénité le rituel de son suicide devant ses amis éplorés. Au bord du trépas, le philosophe a trouvé la force de consoler l’assistance par des paroles de sagesse. Son dernier geste, offrir son sang au « Dieu libérateur », semble le rapprocher dans ses derniers instants de la religion chrétienne prêchée par Saint Paul. À l’annonce de la mort de Sénèque Néron défaille et se trouve assailli de visions d’horreur. Il repousse violemment Sabine qu’il rend en partie responsable de ses décisions et de ses crimes. Se sentant accablé par le Ciel, l’Empereur prophétise sa fin tragique non sans avoir auparavant juré de perdre une partie de la terre en attendant l’heure de sa mort.

## Réception
La Mort de Sénèque est représentée en janvier 1644. Madeleine Béjart y remporte un immense succès : selon Tallemant des Réaux, « son chef-d'œuvre [estoit] le personnage d'Epicharis, à qui Néron venoit de faire donner la question ».

## Postérité

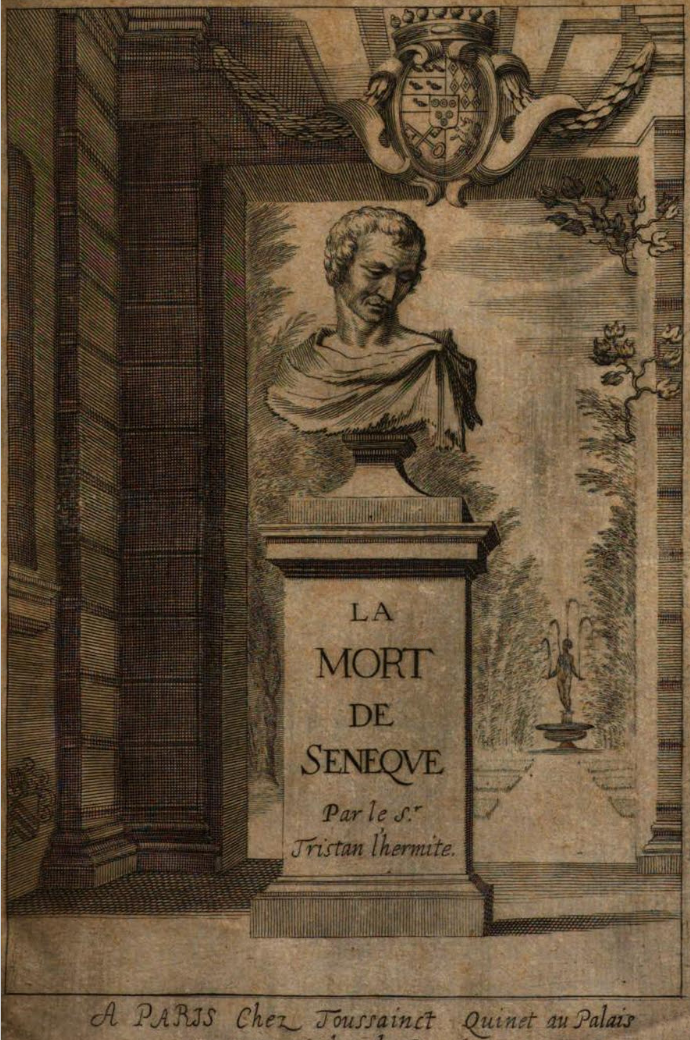
Frontispice de La Mort de Sénèque (1645).

La pièce a connu trois éditions du vivant de l'auteur, en livres in-4° et in-12, de 1645 à 1647, dont le frontispice présente une « autre curiosité : sur la partie gauche en bas figurent, comme si l'auteur avait voulu signer deux fois son œuvre, les armes des L'Hermite, un écu d'argent à trois chevrons de gueules ».
Gustave Lanson, considérant les « défauts de structure » mais aussi le « dessin énergique des caractères » conclut : « C’est la plus belle tragédie romaine à côté de celles de Corneille et Racine. »
La pièce surprend Marcel Arland « par la diversité de ses plans et la hardiesse de sa coupe comme par sa sobre vigueur, La Mort de Sénèque peut être rapprochée de certains drames historiques de Shakespeare ».
Émile Henriot en apprécie « la force dramatique évidente, l'intrigue simple et bien construite, le dialogue rapide et théâtral à souhait. Par-delà l'événement tragique, on voit le poète préoccupé d'étudier à fond la psychologie de ses personnages et d'en exprimer véridiquement le caractère. »

## Analyse
En 1780, le chevalier de Mouhy estime la pièce « très bien faite pour le temps, le caractère principal bien soutenu », en relevant que « Sénèque, qui devrait être le héros de la tragédie, n'y joue qu'un rôle épisodique ». Tristan « accepte la tradition qui veut que le philosophe stoïcien ait connu saint Paul, et il en tire un effet remarquable, qui implique, de la part de l'ancien page disgracié et du pieux auteur des Heures de la Vierge, un fond d'idéologie assez vigoureux et un réel sentiment de la grandeur philosophique ». À deux reprises, il « christianise la scène » en évoquant 
Un prophète nouveau dont la doctrine pure

Ne tient rien de Platon, ne tient rien d'Épicure

Et, s'éloignant du mal, veut introduire au jour

Une loi de respect, de justice et d'amour.

### Éditions modernes

#### Œuvres complètes
- Tristan L'Hermite et Roger Guichemerre (dir.), Œuvres complètes, tome IV : Les Tragédies, Paris, Éditions Honoré Champion, coll. « Sources classiques » (no 31), 2001, 560 p. (ISBN 978-2-7453-0384-4)
  - Daniela Dalla Valle, Introduction, p. 7-16,
  - Jean-Pierre Chauveau, Introduction et notes pour La Mort de Sénèque, p. 233-341,

#### Anthologies
- Jacques Scherer et Jacques Truchet, Théâtre du XVIIe siècle, vol. II, Paris, Gallimard, coll. « La Pléiade » (no 330), 1986, 1603 p. (ISBN 2-07-011107-5)
  - La Mort de Sénèque, p. 331-403

### Ouvrages généraux
- Antoine Adam, Histoire de la littérature française au XVIIe siècle — Tome II : L'apogée du siècle, Paris, Éditions Albin Michel, 1997 (1re éd. 1956), 845 p. (ISBN 2-226-08922-5)
- Napoléon-Maurice Bernardin, Du XVe au XXe siècle, études d'histoire littéraire : « Le théâtre de Tristan L'Hermite, La Mort de Sénèque », Genève, Slatkine, 1969 (1re éd. 1911), 356 p. (lire en ligne), p. 67-95
- René Bray, La formation de la doctrine classique en France, Paris, A.G. Nizet, 1966, 389 p.
- Collectif et Jean Tortel (éd.), Le préclassicisme français, Paris, Les Cahiers du Sud, 1952, 374 p.
Octave Nadal, La scène française d'Alexandre Hardy à Corneille, p. 208–217
Jean Tortel, Petit memento pour un demi-siècle, p. 232–259
- Marie-France Hilgar, La mode des stances dans le théâtre tragique français 1610-1687, Paris, A.G. Nizet, 1974, 263 p.
- (en) Henry Carrington Lancaster, A History of French dramatic Literature in the seventeenth century, Part I : The pre-classical Period (1610-1634), New York, Gordian Press, 1966 (1re éd. 1929), 790 p.
- (en) Henry Carrington Lancaster, A History of French dramatic Literature in the seventeenth century, Part II : The Period of Corneille (1635-1651), New York, Gordian Press, 1966 (1re éd. 1932), 804 p.
- (en) Henry Carrington Lancaster, A History of French dramatic Literature in the seventeenth century, Part III : The Period of Molière (1652-1672), New York, Gordian Press, 1966 (1re éd. 1936), 896 p.
- (en) Henry Carrington Lancaster, A History of French dramatic Literature in the seventeenth century, Part IV : The Period of Racine (1673-1700), New York, Gordian Press, 1966 (1re éd. 1940), 984 p.
- (en) Henry Carrington Lancaster, A History of French dramatic Literature in the seventeenth century, Part V : Recapitulation (1610-1700), New York, Gordian Press, 1966 (1re éd. 1942), 235 p.
- Gustave Lanson, Histoire de la littérature française, Paris, Librairie Hachette, 1895, 1158 p. (lire en ligne)
- Gustave Lanson, Esquisse d'une histoire de la tragédie française, New York, Columbia University Press, 1920, XII-155 p. (lire en ligne)
- Claude et François Parfaict, Histoire générale du Théâtre français depuis son origine jusqu'à présent, t. VI, Amsterdam, Aux dépens de la Compagnie, 1746, 428 p. (lire en ligne), p. 307-311
- Jacques Scherer, La Dramaturgie classique en France, Paris, A.G. Nizet, 1951, 488 p.
- Tallemant des Réaux, Historiettes, vol. II, Paris, Gallimard, coll. « La Pléiade » (no 141), 2011 (1re éd. 1961), 1725 p. (ISBN 978-2-07-010548-9)
- Voltaire, Œuvres complètes : Commentaires sur Corneille, t. 31, Paris, Garnier Frères, 1880 (1re éd. 1764), 604 p. (lire en ligne)

### Études et monographies
- Anonyme, Vie de Tristan L'Hermite : « Préface d'une nouvelle édition de La Mariane », Paris, François Flahault, 1724, 88 p. (lire en ligne), p. IX-XIX.
- Marcel Arland, Le Promenoir de Tristan, préface pour Le Page disgracié, Paris, Éditions Stock, coll. « À la Promenade », 1946, 324 p., p. 7-44.
- Napoléon-Maurice Bernardin, Un Précurseur de Racine : Tristan L'Hermite, sieur du Solier (1601-1655), sa famille, sa vie, ses œuvres, Paris, Alphonse Picard, 1895, XI-632 p. (lire en ligne).
- Sandrine Berregard, Tristan L'Hermite, « héritier » et « précurseur » : Imitation et innovation dans la carrière de Tristan L'Hermite, Tübingen, Narr, 2006, 480 p. (ISBN 3-8233-6151-1, lire en ligne).
- (en) Thomas James Braga, Baroque imagery and themes in the theater of Tristan L'Hermite, Houston, Rice University, 1970, 255 p. (lire en ligne).
- Amédée Carriat, Tristan, ou L'éloge d'un poète, Limoges, Éditions Rougerie, 1955, 146 p..
  - Émile Henriot, Préface, p. 9-16.
- Amédée Carriat, Tristan L'Hermite : Choix de pages, Limoges, Éditions Rougerie, 1960, 264 p..
- (it) Daniela Dalla Valle, Il Teatro di Tristan L'Hermite : Saggio storico e critico, Turin, Giappichelli, 1964, 340 p..

### Articles et analyses
- Sandrine Berrégard, « La pratique de l'argument dans le théâtre de Tristan L'Hermite : de l'écriture dramatique à l'écriture narrative », XVIIe siècle, no 232,‎ 2006, p. 499-512 (lire en ligne)
- Pierre Quillard, « Les poètes hétéroclites : François Tristan L'Hermitte de Soliers », t. V, Mercure de France, août 1892, 370 p. (lire en ligne), p. 317-333
- Ernest Serret, « Un précurseur de Racine : Tristan L'Hermite », Le Correspondant, no LXXXII,‎ 25 avril 1870, p. 334-354 (lire en ligne)

### Cahiers Tristan L'Hermite
- Cahiers Tristan L'Hermite, Tristan : Théâtre, Limoges, Éditions Rougerie (no XXII), 2000, 95 p.
Charles Mazouer, « La vision tragique dans La Mariane, La Mort de Sénèque et La Mort de Chrispe », p. 5–16
Catherine Guillot, « La fonction didactique du frontispice dans le théâtre de Tristan L'Hermite », p. 17–35
Daniela Dalla Valle, « Les songes tragiques de Tristan », p. 62–78